# П'ятихатки (Миколаївський район)
П'ятиха́тки — село в Україні, у Нечаянській сільській громаді Миколаївського району Миколаївської області. Населення становить 4 осіб.

## Населення

### Мова
Розподіл населення за рідною мовою за даними перепису 2001 року:
| Мова       | Кількість | Відсоток |
| ---------- | --------- | -------- |
| українська | 4         | 100%     |